# Sandra Lehmann
Sandra Lehmann (* 2. Mai 1983 in Augsburg) ist eine deutsche Schauspielerin, Moderatorin und Musikerin. Sie tritt auch unter dem Namen Sandra von Bonin auf.

## Leben und Karriere
Ihre Ausbildung erhielt Sandra Lehmann von 2001 bis 2003 an der Schauspielschule Zerboni. Nach einer Komparsenrolle in der Serie Herzschlag – Das Ärzteteam Nord (2001) und dem Kurzfilm Prager Romanze (2002), spielte sie 2003 die Schülerin Petra Ambacher in der Doku-Soap Die Abschlussklasse und wurde von ProSieben für weitere Serien engagiert. So spielte sie in Freunde – Das Leben beginnt und hatte eine Gastrolle in der Alles außer Sex-Folge Ganz mein Typ (2005). Am Augsburger Stadttheater spielte sie 2004 in der Dreigroschenoper und in Don Carlos, in München 2006 bei Heiko Dietz in Wie bringt man den Präsidenten um?. Seit 2010 ist sie, neben der Schauspieler und Moderationskarriere, Sängerin der Rockabilly-Band Sandy Lee & The Wantons. Lehmann arbeitet auch als Moderatorin und moderierte gemeinsam mit Björn Casapietra beim ZDF das Sonntagskonzert auf Usedom. Seit Dezember 2014 ist sie Moderatorin beim Augsburger privaten Radiosender Radio Fantasy.

## Filmografie
- 2001: Herzschlag (Gastrolle)
- 2002: Prager Romanze (Kurzfilm)
- 2002: Richter Alexander Hold (Gastrolle)
- 2003–2006: Die Abschlussklasse (Hauptrolle)
- 2003–2006: Freunde (Hauptrolle)
- 2005: Alles außer Sex (Gastrolle)
- 2006: Dort, wo die Wahrheit ruht (Nebenrolle)
- 2006: Hausmeister Krause – Ordnung muss sein (Gastrolle)
- 2006: Niedrig und Kuhnt – Kommissare ermitteln: Für Mord gibt’s kein Verzeihen (Gastrolle)
- 2007: Dort, wo die Freundschaft ist (Nebenrolle)
- 2007: Marienhof (Nebenrolle)
- 2007: Um Himmels Willen (Gastrolle)
- 2007: K11 – Kommissare im Einsatz
- 2008: Richter Alexander Hold: Der perverse Sexualmörder (Gastrolle)
- 2008: Um Himmels Willen (Nebenrolle)
- 2011: Das Kalte Gericht (Kurzfilm)
- 2012: Schicksale – und plötzlich ist alles anders (Hauptrolle)
- 2013: Schicksale – und plötzlich ist alles anders (Hauptrolle)
- 2014: Schicksale – und plötzlich ist alles anders (Hauptrolle)
- 2014: Mein dunkles Geheimnis – Die Lüge (Hauptrolle)
- 2014: In Gefahr
- 2015: Verdachtsfälle
- 2019: Schatten über dem Bodensee
- 2020: Schatten im Paradies (Serie, 2 Folgen)
- 2025: Aktenzeichen XY … ungelöst